# NGC 2547
NGC 2547 ist die Bezeichnung eines offenen Sternhaufens im Sternbild Vela. NGC 2547 hat einen Durchmesser von 25 Bogenminuten und eine scheinbare Helligkeit von 4,7 mag. Er wurde im Jahre 1751 von dem Astronomen Nicolas Louis de Lacaille in Südafrika entdeckt.